# 衡平
| ウィキペディアには「衡平」という見出しの百科事典記事はありません（タイトルに「衡平」を含むページの一覧/「衡平」で始まるページの一覧）。 代わりにウィクショナリーのページ「衡平」が役に立つかもしれません。 |